# 浦沢直樹
浦沢 直樹（うらさわ なおき、1960年1月2日 - ）は、日本の漫画家。東京都府中市出身。1983年デビュー。漫画賞の受賞が多く、手塚治虫文化賞大賞を2度受賞している唯一の漫画家である。2021年12月時点で紙のコミックスの世界累計発行部数は1億4000万部を突破している。府中市立府中第四中学校、東京都立富士森高等学校、明星大学人文学部経済学科卒業。2008年から2015年まで名古屋造形大学客員教授。
1960 - 1970年代のロックのファンで、『20世紀少年』にはその影響が色濃く反映されている。特にボブ・ディランの大ファンであり、2007年にはロッカー和久井光司との共著『ディランを語ろう』を発行したほか、2016年には個展の特別イベントとして『ボブ・ディラン 聴いて歌って描きまくる』を開催するなどしている。

## 来歴

### 幼少期（1960年 - 1973年）
1960年、東京都府中市に次男として生まれる。幼稚園には通わず、昼間は祖父母と3人きりの幽閉状態であった。このころ、手塚治虫の『鉄腕アトム』と『ジャングル大帝』を買い与えられ、自分でも漫画を描くようになる。
地元の小学校に入学、3年生から学級委員を務め、学級新聞に4コマ漫画を連載した。一時期いじめられかけたこともあったが、クラスのガキ大将に漫画を描いたことがきっかけでいじめはピタリと止まったという。このころ、初めて長編漫画『太古の山脈』を描き上げる。当時テレビでも放映していたフィルム・ノワールの影響を受けた暗い内容のもので、当時は4つ上の兄がもっぱらの読者であった。

### 青年期（1973年 - 1984年）
手塚治虫の『火の鳥』を読み衝撃を受ける。中学では当初陸上部に入るも、先輩の偉そうな態度が嫌になり、軽音楽部へ転入。吉田拓郎にのめり込み、拓郎が影響を受けたと公言するボブ・ディランの研究を始める。中学生時代の経験は後に『20世紀少年』に活かされ、浦沢は「ケンヂが校内放送で曲をかけたが変化無しと言うのは自分自身の実体験だが、こういうことをした人は結構多かった」「10分の1くらいは自叙伝」と語っている。また、中学の1年先輩に小室哲哉がおり、浦沢がリクエストした『20th Century Boy』を流した放送部には小室が部長として所属していた。
高校、大学も軽音楽部に所属していた。大友克洋作品に衝撃を受ける。一方で漫画の制作も続けており、高校では国語の教科書に載っていた芥川龍之介の『羅生門』を漫画化している。もっとも当時の梶原一騎ブームに乗れず、一時期漫画に興味を失いかけていたこともあった。しかし大学の時に登場した大友克洋をはじめとするニューウェーブの作品群に感化され、漫画に対する情熱を取り戻した。
「マンガ君」と思われるのが嫌で、大学では漫研には近寄らなかったが、漫研の人よりもたくさん漫画を描いていたという。なお大学の軽音部では1年上にTHE STREET SLIDERSのHARRYが所属しており、プロの演奏を目の当たりにして、自身のバンドをきっぱりと断念。下手にバンドで食べていこうと思わなかったのは、彼のパフォーマンスを見たからかもしれないと語っている。

### デビュー以後（1984年 - ）
もともと漫画家になるつもりはなかったが、就職活動時に小学館に編集者としての面接を受けた際、ついでに持って行った原稿「Return」が新人コミック大賞に入選、これを機に1年で芽が出なければやめるつもりで漫画家を志す。アシスタント等を経て、1983年3月に「BETA!!」（8ページ、『別冊ゴルゴ13』No.56に掲載）でプロデビューし、1984年開始の「踊る警官」で初連載する。
長崎尚志担当のもと、『ビッグコミックオリジナル』で外国を舞台にした『パイナップルARMY』『MASTERキートン』を連載する一方、『ビッグコミックスピリッツ』で『YAWARA!』『Happy!』と女子スポーツを題材にした作品を発表し人気を得る。1986年開始の『YAWARA!』以降は2誌掛け持ちで、毎月100枚を越える連載を10年以上続けた。
スリラー作品『MONSTER』、手塚治虫の『鉄腕アトム』をリメイクした『PLUTO』により2度の手塚治虫文化賞マンガ大賞を受賞。2004年には『20世紀少年』によりフランス・アングレーム国際漫画祭で最優秀長編賞を受賞している。
2008年から『週刊モーニング』にて『BILLY BAT』を隔週で連載開始。何度か長期休載を挟みつつ2016年に完結。2008年より2015年まで長崎尚志とともに名古屋造形大学の客員教授も務めた。2012年から2014年まで、『MASTERキートン』の正式な続編である『MASTERキートン Reマスター』を『ビッグコミックオリジナル』に不定期掲載した。
2014年からは「浦沢直樹の漫勉」がNHK Eテレにおいてスタートした。
2016年、文藝春秋の50代女性会社員とのW不倫が「週刊女性」にて報道される。「8月22日はイタリアンの後、目黒のラブホテル、9月18日にも渋谷のラブホ」等、生々しい不倫行為の記録が掲載された。
2018年、『連続漫画小説 あさドラ!』の連載開始にあわせ、浦沢作品の雑誌での電子書籍の配信が解禁となる。
2020年に開催される東京2020オリンピック・パラリンピック競技大会の公式アートポスター、「あなたの出番です。」を手掛ける。
2021年12月28日、浦沢作品の電子書籍の配信を開始。浦沢は「やはり紙の本が好き」だが「そうも言ってられない」ため、読者に漫画を楽しんでもらえるよう、最善の形を追求していくという。初の電子書籍の配信は、浦沢のファンの間で大きな反響を得た。
2023年、『PLUTO』が手塚プロダクション協力のもとNetflixでアニメ化された。

## 作風

### 表情
浦沢の作品は登場人物の表情が印象的で、その微妙さが浦沢漫画の特徴の一つとも言われている。浦沢は原稿にペン入れをする時に、最も気を付けているのは人物の表情であると語っている。浦沢はわかりやすく単純な表情を嫌っており、「絵文字のようにシンプルにニコッと笑っている人などいません」と述べている。

## 受賞歴
- 1982年 - 第9回 小学館新人コミック大賞一般部門入選（『Return』）
- 1989年 - 第35回 小学館漫画賞（『YAWARA!』）
- 1997年 - 第1回 文化庁メディア芸術祭マンガ部門優秀賞（『MONSTER』）[21]
- 1999年 - 第3回 手塚治虫文化賞マンガ大賞（『MONSTER』）
- 2000年 - 第46回 小学館漫画賞（『MONSTER』）
- 2001年 - 第25回 講談社漫画賞（『20世紀少年』）
- 2002年 - 第6回 文化庁メディア芸術祭マンガ部門優秀賞（『20世紀少年』）[22]
- 2002年 - 第48回 小学館漫画賞（『20世紀少年』）
- 2004年 - アングレーム国際漫画祭（フランス）最優秀長編賞（『20世紀少年』）
- 2005年 - 第9回 手塚治虫文化賞マンガ大賞（『PLUTO』）
- 2005年 - 第9回 文化庁メディア芸術祭マンガ部門優秀賞（『PLUTO』）[23]
- 2008年 - 第37回 日本漫画家協会賞大賞（『20世紀少年』『21世紀少年』）
- 2008年 - 第39回 星雲賞コミック部門（『20世紀少年』『21世紀少年』）
- 2011年 - アイズナー賞（アメリカ）最優秀アジア作品賞（『20世紀少年』）
- 2011年 - アングレーム国際漫画祭（フランス）インタージェネレーション賞（『PLUTO』）
- 2012年 - ACBDアジア賞（フランス）（『PLUTO』）
- 2013年 - アイズナー賞（アメリカ）最優秀アジア作品賞（『20世紀少年』）
- 2014年 - マックス&モーリッツ賞（ドイツ語版）（ドイツ）ベストインターナショナルコミック賞（『BILLY BAT』）[24]。
- 2018年 - アングレーム国際漫画祭（フランス）特別栄誉賞 SNCFミステリー作品特別栄誉賞[注 1]
- 2022年 - マックス&モーリッツ賞（ドイツ）生涯功労賞[24]
- 2022年 - 第25回 文化庁メディア芸術祭エンターテインメント部門大賞受賞『浦沢直樹の漫勉neo〜安彦良和〜』[25]

## 作品リスト

### 連載作品
- パイナップルARMY（1985年 - 1988年、『ビッグコミックオリジナル』、原作：工藤かずや）
- YAWARA!（1986年 - 1993年、『ビッグコミックスピリッツ』）
- MASTERキートン（1988年 - 1994年、『ビッグコミックオリジナル』、原作：勝鹿北星）
- Happy!（1993年 - 1999年、『ビッグコミックスピリッツ』）
- MONSTER（1994年 - 2001年、『ビッグコミックオリジナル』）
- 20世紀少年（1999年 - 2006年、『ビッグコミックスピリッツ』）
  - 21世紀少年（2007年、『ビッグコミックスピリッツ』）
- PLUTO（2003年 - 2009年、『ビッグコミックオリジナル』）
- BILLY BAT（2008年 - 2016年、『モーニング』）
- MASTERキートン Reマスター（2012年 - 2014年、『ビッグコミックオリジナル』）
- 夢印-MUJIRUSHI-（2017年 - 2018年、『ビッグコミックオリジナル』）
- 連続漫画小説 あさドラ!（2018年 - 連載中、『ビッグコミックスピリッツ』）

### 短編集
踊る警官
バンド活動を行うかたわら、警官として働く男・山下の物語。表題の浦沢初連載作と他に短編4本を収録。
JIGORO!
『YAWARA!』に登場する猪熊柔の祖父、猪熊滋悟郎を主人公にした短編集。猪熊滋悟郎のホラとも真実ともつかぬ若き日の逸話が中心。
N・A・S・A
デビュー作『BETA!!』をはじめ、表題作を含めた初期作品を集めた短編集。
キートン動物記
『MASTERキートン』番外編。ハードカバー、全ページカラーで出版されている。
初期のURASAWA
『踊る警官』『N・A・S・A』収録の全作品に加えコミックス初収録となる4編『魔術』『ラッシュ・ライフ 岩間勝男ボクシングジム』『新宿ララバイ』『サバイバル・ラバーズ』が入った大ボリュームの短編集。『サバイバル・ラバーズ』は同時期に描かれた別作家の作品と偶然内容が似ていた為、お蔵入りにしていた。『ラッシュ・ライフ 岩間勝男ボクシングジム』『新宿ララバイ』は浦沢が作画のみ担当だった（単独で著作権を有していない）ため、収録していなかった。少年時代に描いた『魔術』は大友克洋への影響がうかがえる作品だったので、手塚治虫の影響が強い習作（『PLUTO』豪華版に収録された２つの短編）と違い、これまでどこにも発表の場が無かった。巻末には作者へのインタビューも収められてる。
くしゃみ 浦沢直樹短編集
『初期のURASAWA』以来19年ぶりとなる短編集である。単行本未収録の読み切りを多数収録している。全8作品収録。2019年4月26日発売。
初期のURASAWA 完全増補デジタル版
2000年発売の『初期のURASAWA』と一部しか違わないのでデジタル版のみリリースされた。完全増補デジタル版は既出版に『Swimmers』を追加したほか、『Return』の44ページオリジナル版を収録（既出版に収録されているものは雑誌掲載用に30ページに再編集したもの）。インタビューが削除され、作者による作品解説が追加されている。

### 活字本
ANOTHER MONSTER
記者のヴェルナー・ヴェーバーがヨハン事件の関係者を追い真相に迫っていく実録風小説。
ディランを語ろう
ボブ・ディランについて語り下ろした対談集で、浦沢によるイラストストーリー「ボブ・ディランの大冒険」も収録。著者名義は浦沢直樹×和久井光司。

### 読み切り
Swimmers
プロデビュー前の作品。『イブニング』月2回刊化特別付録（2003年5月13日号）に収録されたことがある。ますむらひろしの描く猫が好きだった浦沢がますむら風猫を主人公として描いた作品。よって多少なりともますむら作品の二次創作になると考えていた浦沢は本作の収録を長年見送っていた。しかし後年ますむらに許諾をもらう機会に恵まれ、晴れて『初期のURASAWA 完全増補デジタル版』に収録された。先輩猫のもとに弟子の犬がやってきて泳ぎの教えを乞う話。
まんがノート
『PLUTO』豪華版3巻・4巻付録。浦沢が少年時代に描いた自作の漫画をまとめたもの。3巻は芥川龍之介、4巻は星新一の作品を漫画化している。
月に向かって投げろ!
手塚治虫文化賞10周年記念で出版された「AERA COMIC ニッポンのマンガ」に掲載された描き下ろし短編作品。プロット共同制作は長崎尚志。『PLUTO』豪華版6巻付録。後に『くしゃみ』に収録。
DAMiYAN!
『ビッグコミックスピリッツ』2016年10月31日号に掲載。『くしゃみ』に収録。
いっつあびゅうてぃふるでい
『月刊!スピリッツ』2018年11月号に掲載。『くしゃみ』に収録。
Dr.トグロドクロの最期
『グランドジャンプ』2021年23号に「グランドジャンプ創刊10周年 読切連弾祭!!」の第16弾として掲載。浦沢が初めて集英社で執筆した読み切り。
ザ・ロックンロールバンド
『ビッグコミックオリジナル』2023年22号に「創刊50周年超BIG読み切り第3弾」として掲載。
孤独のランチ
『トリビュートブック 100％孤独のグルメ！ 〜それにしても腹が減った…〜』収録。『孤独のグルメ』のトリビュート寄稿作品。

### その他
ビーパル小僧のアウトドア教本 3、4
小学館発行BE-PALのBE-PAL MANUAL COMICをまとめた教本。3巻、4巻を担当。
源氏物語
NHKで放送された教育番組『まんがで読む古典』の1作品、源氏物語のキャラクターデザインを担当（1990年）。
シロは死なない
北方謙三による創作童話、挿絵を担当（1990年）。
ヘンリーとチャールズ
棚の上のケーキを目指す師弟ネズミのドタバタ劇。小学生向け月刊誌『おおきなポケット』に掲載（1995年4月号）
僕らの「ヤング・ミュージック・ショー」
NHK番組を綴った本。表紙を担当（2005年）。
映画『アイム・ノット・ゼア』劇場用パンフレット
トッド・ヘインズ監督によるボブ・ディランの半生を映画化した作品のパンフレットにイラストを描き下ろした。
漫勉
画集（2008年）。
追跡者 〜幻の漫画家・韮沢早を追え!第9集「万博とメビウス」長編アニメ映画「メランコリック戦争」のコンテ
竹熊健太郎著の韮沢早という架空のマンガ家を追ったフェイク・ドキュメンタリーの幻のコンテを担当（『月刊IKKI』2002年第9号掲載）。
映画『チベット犬物語 〜金色のドージェ〜』
キャラクター原案を担当。
浦沢直樹 描いて描いて描きまくる
初の本格個展を記念した公式ガイドブック（2016年）。
大阪国際女子マラソン
イメージキャラクターとそのポスターを担当（2019年・2020年）。テレビCMでは、『YAWARA!』の主人公・猪熊柔の声を担当した皆口裕子が務めた。
ひむバス!
NHKのドキュメントバラエティ番組。題字とひむバスの車体デザイン・イラストを担当。
『オトビヨリ』2022年4・5月号表紙
TBSラジオのフリーマガジンにて、「新緑を感じさせるような爽やかな」表紙のイラストを描きおろしている。

### CDジャケット等
- DOMINO88　アルバム『Pleasure!』
- 和久井光司　アルバム『ディランを唄う』
- 風男塾　シングル『BE HERO』
- 泉谷しげる アルバム 『ALL TIME BEST 天才か人災か』

### 映画脚本
- 20世紀少年
  - 第1章 終わりの始まり（2008年）福田靖・長崎尚志・渡辺雄介と共同
  - 第2章 最後の希望（2009年）※脚本監修
  - 最終章 ぼくらの旗（2009年）長崎尚志と共同

## 主な出演

### テレビ番組
- クイズダービー（1991年10月19日、「人気漫画家大会」でアシスタントと共に出場）
  - 最終問題で持ち点1万点を、倍率20倍の植草克秀に全額賭けて植草が正解し（他に8倍の竹下景子も正解）、21万点を獲得した。
- たけしの誰でもピカソ（1999年ごろ、テレビ東京）
- 孝太郎ラボ（2005年2月1日、フジテレビ）
- プロフェッショナル 仕事の流儀（2007年1月18日、NHK総合テレビジョン）
  - 番組内の本人のコメントによれば、原稿1枚にかかる時間は長くても2時間程度であるという。また、漫画を描くのに困難な肩の持病を抱えていることが同番組内で明らかになった（そのため『20世紀少年』は半年間の休載に追い込まれた）。
- 竹中直人 P.S.45（2007年5月18日、BSフジ）
- 『20世紀少年第1章』すべてのはじまりスペシャル（2008年7月、日本テレビ）
- 手塚治虫アニメシアター（2008年7月21日 - 、日本映画専門チャンネル）
- 「20世紀少年第2章」全て見せますスペシャル（2009年1月、日本テレビ）
- 堂本剛の正直しんどい（2009年1月28日、テレビ朝日）
- 宇宙でイチバン逢いたい人（2009年1月29日、日本テレビ）
- 爆笑問題のニッポンの教養（2009年9月8日、NHK総合テレビジョン）
- 泉谷しげると翼なき野郎ども（2009年12月8日・12月22日、テレ朝チャンネル）
- 2009年M-1グランプリ（2009年12月21日、テレビ朝日）
- ゴロウ・デラックス（2013年5月17日、TBS）
- ボクらの時代（2013年8月25日、フジテレビ） 田村淳×浦沢直樹×倉本美津留
- SWITCHインタビュー 達人達（2014年4月5日、NHK Eテレ） 佐野元春と対談
- 佐野元春×浦沢直樹 〜僕らの“ボブ・ディラン”を探して〜（2014年5月24日、NHK Eテレ）
- 浦沢直樹の漫勉（2014年11月9日、2015年9月4日 - 9月25日、2016年3月3日 - 3月24日、9月15日 - 10月6日、2017年3月2日 - 3月24日、NHK Eテレ）[34]
- 心ゆさぶれ!先輩ROCK YOU（2015年3月14日、日本テレビ）
- ボクらの時代（2015年8月9日、フジテレビ） 秋元康×小室哲哉×浦沢直樹
- ミュージック・ポートレイト「小室哲哉×浦沢直樹」（2015年11月26日・12月3日、NHK Eテレ）
- クロスロードSP 浦沢直樹（2016年2月20日、テレビ東京）
- タモリ倶楽部（2017年8月25日・9月1日、テレビ朝日）空耳アワード2017 審査員、（2022年5月20日、スクリーントーンを使用している漫画家として出演[35][36]）
- 浦沢直樹の漫勉neo（2020年10月17日 - 12月17日、2021年6月9日 - 6月23日、NHK Eテレ）
- X年後の関係者たち〜あのムーブメントの舞台裏〜（2022年7月5日、BS-TBS）

### ラジオ番組
- 純次と直樹（文化放送、2017年4月9日 - ） - 高田純次と共演[37]
- monaka（NACK5、2018年8月21日）12時過ぎにゲスト出演。
- 金曜JUNK バナナマンのバナナムーンGOLD（TBSラジオ、2019年4月26日）ゲスト出演[注 2]。

### ウェブ番組
- 7.2 新しい別の窓（AbemaSPECIAL2チャンネル、2022年7月3日[38]） - 「インテリゴロウ」コーナーにゲスト出演[38]。

### コンサート
- 手塚治虫生誕90周年記念イベント MANGA SYMPHONY「〇（まる）」（2018年3月31日開催、東京芸術劇場） - 岩代太郎と共演[39]

### 映画
- 天上の花（2022年冬公開、太秦）- 佐藤春夫 役[40]

## 音楽活動
- 2003年に発売された単行本『20世紀少年』11巻の初版に付けられたCDに収録されている＜ケンヂの歌＞こと「Bob Lennon」は、浦沢自身が作詞・作曲・歌・ギター・ブルースハープ・録音を行ったオリジナル曲であり、実写化の際にケンヂ役の唐沢寿明がリメイク、エンディングテーマに用いられた。
- 2006年10月9日に行われたボブ・ディラン・サミット（ボブ・ディランのトリビュート・コンサート）に出演し、アコースティック・セットで「Bob Lennon」を演奏。その模様は一部『プロフェッショナル 仕事の流儀』（2007年1月18日、NHK総合テレビジョン）で放送された（同タイトルDVDにも収録されている）。
- 2007年、高見沢俊彦のソロアルバム『kaleidoscope』に、自身のオリジナル曲「洪水の前」の歌詞のみを提供した。
- 2008年6月4日、デビュー・シングル「月がとっても…」発売。
- 2008年6月27日、28日に【和久井光司×浦沢直樹 2 days Live at 東京キネマ倶楽部】が行われた。
- 2008年、映画『20世紀少年〈第1章〉 終わりの始まり』オリジナル・サウンドトラックに「Brothers」を提供。
- 2008年11月29日にファースト・アルバム「半世紀の男」発売。
- 2009年、映画『20世紀少年〈第2章〉 最後の希望』オリジナル・サウンドトラックに「Suspense」を提供。

## アシスタント
元アシスタントも含む。
- 佐藤誠司
- 星野泰視
- 伊藤剛